# André Groult
André Groult (* 27. August 1884 in Frankreich; † 1966) war ein französischer Kunsthandwerker und Innenarchitekt.

## Leben
Groult heiratete 1907 Nicole Poiret, die Schwester des französischen Modemachers Paul Poiret.
In den 1920er und 1930er Jahren wurde er durch seine Entwürfe im Stil des Art Nouveau bekannt. Er verwendete in vielen Fällen Ebenholz, Elfenbein, Lack und Fischleder.
Er wird auch als führender Designer des Art déco beschrieben. 1925 stellte Groult bei der Exposition internationale des Arts Décoratifs et industriels modernes in Paris eine mit Fischleder überzogene Anrichte (Sideboard) aus. Das Möbelstück in den Farben Rosa und Grau für ein Damenzimmer aus Buche, Mahagoni und Elfenbein mit den Maßen 150 × 77 × 32 cm ist heute im Besitz des Pariser Musée des Arts décoratifs.
1935 wurde er beauftragt, für den Neubau des französischen Passagierschiffs Normandie eine Luxussuite zu entwerfen und auszustatten.

## Nachkommen
Aus seiner Ehe mit Nicole Poiret entstammen die Schriftstellerinnen Benoîte Groult und Flora Groult. Benoîtes Tochter Lison de Caunes ist eine bekannte Künstlerin im Fach Marketerie.